# Абаджиев, Иван
Иван Николов Абаджиев (12 февраля 1932, Нови-Пазар, Болгария — 24 марта 2017, Кёльн, Германия) — болгарский тяжёлоатлет и тренер по тяжёлой атлетике, серебряный призёр чемпионата мира (1957), участник Олимпийских игр (1956, 1960). Заслуженный мастер спорта Болгарии (1957), заслуженный тренер Болгарии (1969). Главный тренер сборных команд Болгарии (1969—1989, 1997—2000) и Турции (1995—1996). Под его руководством атлеты этих стран 12 раз становились олимпийскими чемпионами и 57 раз выигрывали чемпионаты мира.

## Биография
В детстве увлекался спортивной гимнастикой, но потом решил перейти в тяжёлую атлетику. С 1953 года тренировался самостоятельно по собственной методике. Окончил техникум физической культуры и спорта города Пловдива (ныне — спортивное училище имени Васила Левского). В 1956 году занял 7-е место на Олимпийских играх в Мельбурне. В 1957 году в Тегеране завоевал первую в истории Болгарии медаль чемпионата мира по тяжёлой атлетике. После того как в 1960 году на Олимпийских играх в Риме занял лишь 12 место, решил завершить свою спортивную карьеру и перешёл на тренерскую работу. Установил 41 национальный рекорд.
Сначала работал государственным тренером по тяжёлой атлетике в Спорткомитете Болгарии, а в 1969 году был назначен главным тренером сборной страны. С этого момента результаты болгарских атлетов на международных соревнованиях начали быстро улучшаться. Всего за несколько лет, команда, которая обычно не претендовала на медали крупнейших турниров, превратилась в главного соперника сборной СССР, доминировавшей тогда в мировой тяжёлой атлетике. Уже на Олимпийских играх в Мюнхене (1972) болгарские атлеты завоевали три золотые медали и заняли первое место в общекомандном зачёте. В дальнейшем болгарской сборной неоднократно удавалось превосходить советскую команду на крупнейших мировых и европейских турнирах.
Несмотря на все эти успехи, тренерская деятельность Абаджиева вызывала неоднозначную реакцию в спортивном мире. Хотя сам он объяснял резкий рост результатов своих учеников особой системой интенсивных тренировок, время пребывания Абаджиева на посту главного тренера сборной Болгарии было омрачено несколькими громкими допинг-скандалами. В 1976 году на Олимпийских играх в Монреале, где был впервые введён допинг-контроль, болгарские атлеты Благой Благоев и Валентин Христов были уличены в использовании запрещённых препаратов и лишены медалей. В 1988 году на Олимпийских играх в Сеуле показавшие лучшие результаты в своих весовых категориях Митко Граблев и Ангел Генчев также были дисквалифицированы и лишены золотых медалей, когда в их допинг-пробах был найден запрещённый диуретик фуросемид. За дисквалификацией Граблева и Генчева последовал демарш болгарской делегации, снявшей с соревнований пять ещё не выступивших атлетов.
В дальнейшем он утверждал, что не давал своим ученикам никаких запрещённых препаратов, а дисквалификацию своих подопечных в Сеуле называл инициативой советских спортивных чиновников, которые были заинтересованы в устранении сильных конкурентов своих атлетов.
В 1989 году ушёл с поста главного тренера сборной Болгарии и на некоторое время отошёл от тренерской деятельности (был депутатом 7-го Великого народного собрания), но в 1995 году принял предложение своего бывшего ученика Наима Сулейманоглу возглавить тренерский штаб сборной Турции. Под его руководством на Олимпийских играх в Атланте команда этой страны завоевала две золотые медали (помимо Сулейманоглу олимпийское золото выиграл и другой бывший член болгарской команды Халиль Мутлу). В 1997—2000 годах Абаджиев вновь был главным тренером сборной Болгарии (с 1998 года не только мужской, но и женской). Однако на Олимпийских играх в Сиднее она вновь столкнулась с дисквалификациями из-за допинга. Чемпионка (Изабела Драгнева), а также двое призёров Игр (Иван Иванов и Севдалин Минчев) были уличены в использовании запрещённых препаратов и лишены наград. После этого Абаджиев завершил свою тренерскую карьеру.
Последние годы жизни провёл в Германии. Похоронен в Софии.

## Спортивные результаты
| Год  | Соревнование                                     | Место проведения | Весовая категория | Жим      | Рывок    | Толчок   | Сумма троеборья | Место |
| ---- | ------------------------------------------------ | ---------------- | ----------------- | -------- | -------- | -------- | --------------- | ----- |
| 1951 | Чемпионат Болгарии                               | София            | до 60 кг          |          |          |          | 242,5 кг        | 2     |
| 1952 | Чемпионат Болгарии                               | София            | до 60 кг          |          |          |          | 242,5 кг        | 1     |
| 1953 | Чемпионат Болгарии                               | Пловдив          | до 67,5 кг        |          |          |          | 285 кг          | 1     |
| 1954 | Чемпионат Болгарии                               | София            | до 67,5 кг        |          |          |          | 317,5 кг        | 1     |
| 1955 | Чемпионат мира                                   | Мюнхен           | до 67,5 кг        | 97,5 кг  | 115 кг   | 130 кг   | 342,5 кг        | 7     |
| 1955 | Чемпионат Европы                                 | Мюнхен           | до 67,5 кг        | 97,5 кг  | 115 кг   | 130 кг   | 342,5 кг        | 4     |
| 1956 | ?                                                | Бухарест         | до 67,5 кг        |          |          |          | 342,5 кг        | 1     |
| 1956 | Чемпионат Болгарии                               | Асеновград       | до 67,5 кг        |          |          |          | 347,5 кг        | 1     |
| 1956 | Олимпийские игры                                 | Мельбурн         | до 67,5 кг        | 102,5 кг | 117,5 кг | 137,5 кг | 357,5 кг        | 7     |
| 1957 | Чемпионат Болгарии                               | Плевен           | до 67,5 кг        |          |          |          | 365 кг          | 1     |
| 1957 | Международные дружеские спортивные игры молодёжи | Москва           | до 67,5 кг        | 110 кг   | 110 кг   | 135 кг   | 355 кг          | 3     |
| 1957 | Чемпионат мира                                   | Тегеран          | до 67,5 кг        | 112,5 кг | 117,5 кг | 142,5 кг | 372,5 кг        | 2     |
| 1958 | ?                                                | Москва           | до 67,5 кг        |          |          |          | 365 кг          | 3     |
| 1958 | Чемпионат Болгарии                               | Русе             | до 67,5 кг        |          |          |          | 327,5 кг        | 1     |
| 1958 | Чемпионат мира                                   | Стокгольм        | до 67,5 кг        | 102,5 кг | 110 кг   | 130 кг   | 342,5 кг        | 5     |
| 1958 | Чемпионат Европы                                 | Стокгольм        | до 67,5 кг        | 102,5 кг | 110 кг   | 130 кг   | 342,5 кг        | 4     |
| 1960 | Чемпионат Болгарии                               | Пловдив          | до 75 кг          |          |          |          | 365 кг          | 1     |
| 1960 | Чемпионат Европы                                 | Милан            | до 67,5 кг        | 100 кг   | 110 кг   | 130 кг   | 340 кг          | 8     |
| 1960 | Олимпийские игры                                 | Рим              | до 75 кг          | 107,5 кг | 122,5 кг | 140 кг   | 370 кг          | 12    |
| 1964 | Чемпионат Болгарии                               | София            | до 82,5 кг        |          |          |          | 365 кг          | 3     |